# Jampil (Schepetiwka)

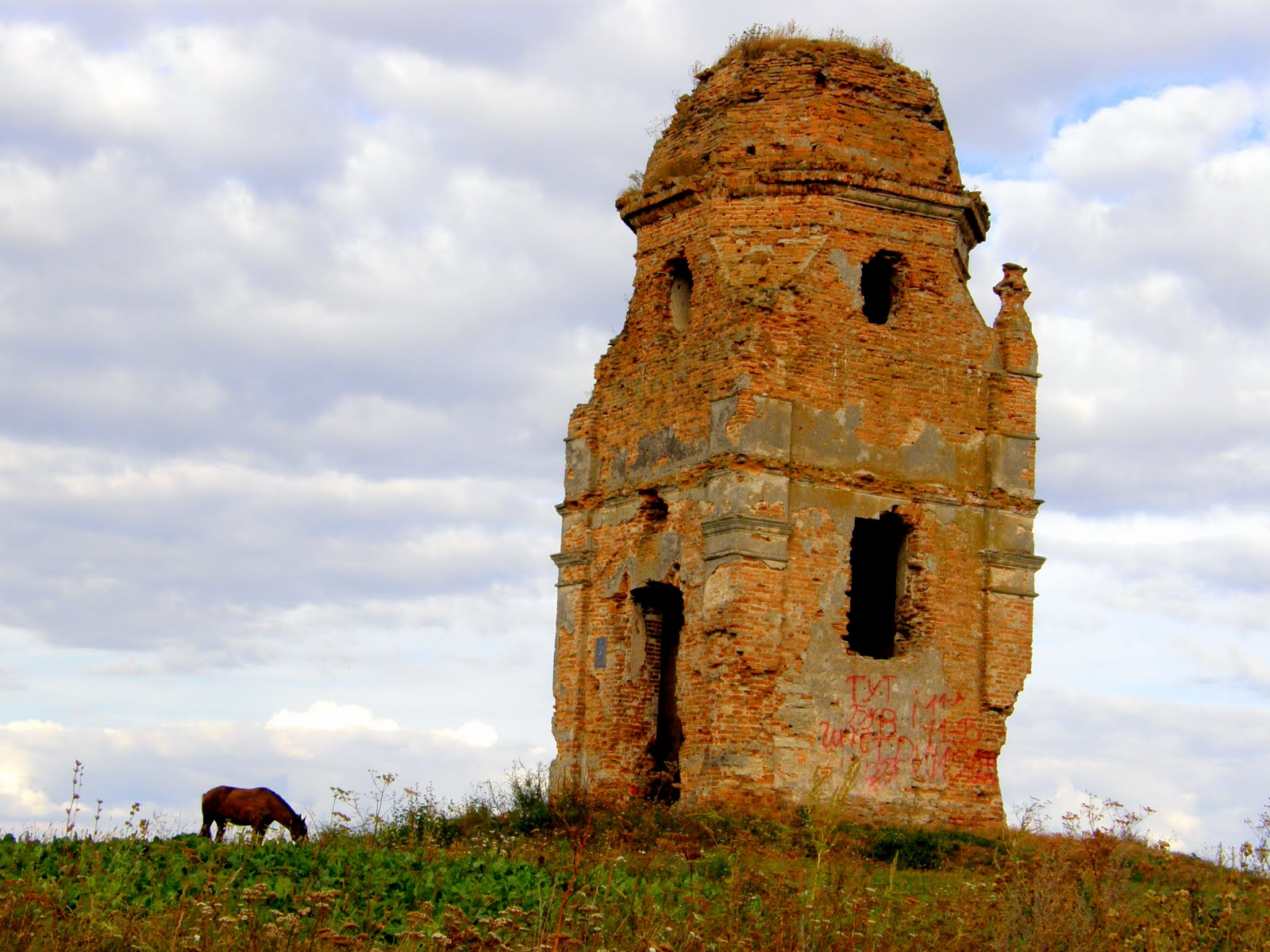
Ruinen einer Arianen-Kapelle aus dem 16. Jahrhundert östlich des Ortes

Jampil (ukrainisch Ямпіль; russisch Ямполь Jampol, jiddisch יאמפאלא) ist eine Siedlung städtischen Typs in der Oblast Chmelnyzkyj in der Ukraine mit etwa 2000 Einwohnern. Die Ortschaft liegt am Ufer der Horyn und befindet sich 80 km nordwestlich der Oblasthauptstadt Chmelnyzkyj.

## Geschichte
Jampil erhielt 1535 seinen heutigen Namen und 1569 das Stadtrecht (Magdeburger Recht).
Die Wurzeln der jüdischen Gemeinde reichen zurück in das 15. Jahrhundert, vermutlich auch noch weiter. Ihre bedeutendsten Rabbiner waren Reb Mechel, der „heilige Magid“ von Złoczów, sein Sohn Reb Josef von Jampol sowie der „Noda Bihuda“ (Rabbi Ezechiel Landau).

## Verwaltungsgliederung
Am 1. Februar 2018 wurde die Siedlung zum Zentrum der neugegründeten Siedlungsgemeinde Jampil (Ямпільська селищна громада/Jampilska selyschtschna hromada). Zu dieser zählten auch die 8 in der untenstehenden Tabelle aufgelisteten Dörfer, bis dahin bildete sie zusammen mit den Dörfern Didkiwzi, Lepessiwka, Noryliw und Pankiwzi die gleichnamige Siedlungsratsgemeinde Jampil (Ямпільська селищна рада/Jampilska selyschtschna rada) im Südwesten des Rajons Bilohirja.
Am 12. Juni 2020 kamen noch die 4 Dörfer Dowhaliwka, Moskaliwka, Stawok und Wjasowez zum Gemeindegebiet.
Am 17. Juli 2020 kam es im Zuge einer großen Rajonsreform zum Anschluss des Rajonsgebietes an den Rajon Schepetiwka.
Folgende Orte sind neben dem Hauptort Jampil Teil der Gemeinde:
| Name                     | Name       | Name                     |
| ukrainisch transkribiert | ukrainisch | russisch                 |
| ------------------------ | ---------- | ------------------------ |
| Didkiwzi                 | Дідківці   | Дедковцы (Dedkowzy)      |
| Dowhaliwka               | Довгалівка | Довгалевка (Dowgalewka)  |
| Lepessiwka               | Лепесівка  | Лепесовка (Lepessowka)   |
| Moskaliwka               | Москалівка | Москалевка (Moskalewka)  |
| Myklaschi                | Миклаші    | Миклаши (Miklaschi)      |
| Noryliw                  | Норилів    | Норилов (Norilow)        |
| Pankiwzi                 | Паньківці  | Паньковцы (Pankowzy)     |
| Pohorilzi                | Погорільці | Погорельцы (Pogorelzy)   |
| Stawok                   | Ставок     | Ставок                   |
| Tychomel                 | Тихомель   | Тихомель (Tichomel)      |
| Wjasowez                 | В’язовець  | Вязовец                  |
| Worobijiwka              | Воробіївка | Воробиевка (Worobijewka) |

## Persönlichkeiten
- Hadasa Rubin (1912–2003), polnisch-israelische Schriftstellerin